# Sclerotinia matthiolae
Sclerotinia matthiolae är en svampart som beskrevs av Lendn. 1929. Sclerotinia matthiolae ingår i släktet Sclerotinia och familjen Sclerotiniaceae.   Inga underarter finns listade i Catalogue of Life.